# سازمان فناوری اطلاعات ایران
سازمان فناوری اطلاعات ایران سازمان دولتی زیرمجموعه وزارت ارتباطات و فناوری اطلاعات است، که در زمینه  دولت الکترونیک، کسب و کارهای نوپا (سامانه ایران نوآفرین) و امنیت فضای تولید و تبادل اطلاعات، فعالیت می‌کند و در عمل، توسعه خدمات الکترونیکی، دولت الکترونیکی و فناوری اطلاعات را در اختیار دارد.
این سازمان به عنوان متولی زیرساخت‌های دولت الکترونیکی و اقتصاد دیجیتال در کشور و کارگزار وزارت ارتباطات و فناوری اطلاعات، وظیفه توسعه زیرساخت‌های دولت الکترونیکی و خدمات الکترونیکی و همچنین تسهیل در جهت توسعه خدمات کسب و کارهای نوپا با همکاری و مشارکت بخش خصوصی را بر عهده دارد. 
«محمدمحسن صدر» روز پنجم آبان هزار و چهارصد و سه، به‌عنوان معاون وزیر و رئیس این سازمان منصوب شد.   

## مأموریت سازمانی
این سازمان در راستای اجرای سیاستهای ابلاغی رهبر در حوزه فناوری اطلاعات و اقتصاد مقاومتی و همچنین به‌منظور اجرای احکام قانون برنامه ششم توسعه و دستیابی به اهداف مورد نظر در این برنامه و به منظور کاهش مراجعات حضوری مردم به دستگاه‌های اجرایی، افزایش شفافیت اطلاعاتی، صرفه جویی در هزینه‌های خدمات و افزایش رفاه عمومی آحاد جامعه، دولت الکترونیکی، کسب و کارهای نوپا و امنیت فضای تولید و تبادل اطلاعات را به عنوان ماموریت‌ها و اهداف راهبردی خود تعریف نموده‌است.
همچنین، سازمان فناوری اطلاعات ایران، وظیفهٔ تدوین راهبردها، سیاست‌ها و برنامه‌های بلند مدت و میان مدت فناوری اطلاعات، طراحی، به‌روزرسانی و اصلاح معماری فناوری اطلاعات این کشور، ایجاد هماهنگی بین پروژه‌های ملی فناوری اطلاعات، و تهیه دستورالعمل‌ها، ضوابط و آیین‌نامه‌های لازم و استانداردهای فنی و تخصصی مورد نیاز برای قلمرو فناوری اطلاعات ایران را برعهده دارد.
از جمله فعالیت‌های این سازمان می‌توان به مدیریت امنیت اطلاعات و مرکز مدیریت امداد و هماهنگی عملیات رخدادهای رایانه‌ای (ماهر) اشاره کرد.
توسعه دولت الکترونیکی اصلی‌ترین مأموریت این سازمان از سال ۱۳۹۲ شده‌است. همچنین بر اساس برنامه ششم توسعه مرکز تبادل اطلاعات (NIX) در این سازمان قرار دارد.
در سال ۱۴۰۲ با تغییر ساختار وظیفه توسعه شبکه ملی اطلاعات، به ستاد وزارت منتقل و معاونت توسعه شبکه ملی اطلاعات در وزارت ارتباطات و فناوری اطلاعات تشکیل شد. 
لذا می‌توان اصلی‌ترین ماموریت‌های این سازمان را به شرح زیر شمرد:
- توسعه زیرساخت دولت الکترونیکی، سامانه‌های ملی و ابردولت
- توسعه امنیت فضای تولید و تبادل اطلاعات
- تنظیم مقررات در حوزه فناوری اطلاعات با همکاری شورای اجرایی فناوری اطلاعات
- توسعه کسب‌وکارهای نوپا (ایران نوآفرین)
- توسعه خدمات پایه در کشور

## رئیس سازمان
در آذرماه ۱۴۰۳ وزیر ارتباطات و فناوری اطلاعات با صدور حکمی، محمد محسن صدر را به عنوان «معاون وزیر و رئیس سازمان فناوری اطلاعات ایران» منصوب کرد.

## روسای پیشین
سازمان فناوری اطلاعات ایران  تحت عنوان «امور دیتا» از سال ۱۳۷۰ به عنوان یکی از قسمت های زیرمجموعه وزارت پست و تلگراف و تلفن آغاز به کار کرد. هم زمان با تغییر نام وزارت پست و تلگراف و تلفن به وزارت ارتباطات و فناوری اطلاعات در سال ۱۳۸۲ ، تغییراتی در سطح شرکتهای تابعه رخ داد. در این رابطه امور ارتباطات دیتا ضمن تغییر هویت در تابستان ۱۳۸۳ به «شرکت ارتباطات داده ها» تغییر نام یافت و در تابستان ۱۳۸۴ با توجه به توسعه اهداف و ماموریت های شرکت ، نام آن به «شرکت فناوری اطلاعات » تغییر نمود. در سال ۱۳۸۷ در راستای اجرای اصل ۴۴ قانون اساسی ، این شرکت ضمن تفکیک از شرکت مخابرات ایران ، نام «شرکت فناوری اطلاعات ایران» برآن نهاده و از مهر ماه ۱۳۸۹ به منظور انتزاع فعالیتهای حاکمیتی و سیاست گذاری از شرکتهای دولتی، شرکت فناوری اطلاعات ایران به دلیل وظایف حاکمیتی مطرح در اساس نامه خود، از شکل شرکت دولتی به موسسه دولتی تغییر ماهیت داد و عنوان آن به سازمان فناوری اطلاعات ایران اصلاح شد و بدین ترتیب اولین نهاد حاکمیتی فناوری اطلاعات در ایران متولد شد.

### امور ارتباطات دیتا (داده‌ها)
- حسن مطلب پور (اردیبهشت ۱۳۷۷ - اسفند ۱۳۷۹)
- سید محمدرضا صدری (اسفند ۱۳۷۹ - اسفند ۱۳۸۲)

### شرکت ارتباطات داده‌ها - شرکت فناوری اطلاعات ایران
- رضا رشیدی مهرآبادی (اسفند ۱۳۸۲ - خرداد ۱۳۸۵)
- جواد رادمان (خرداد ۱۳۸۵ - آذر ۱۳۸۶)
- سعید مهدیون (آذر ۱۳۸۶ - آبان ۱۳۸۹)

### سازمان فناوری اطلاعات ایران
- علی حکیم جوادی (آذر ۱۳۸۹ - شهریور ۱۳۹۲)
- نصرالله جهانگرد (شهریور ۱۳۹۲ - دی ۱۳۹۶)

- رسول سراییان (دی ۱۳۹۶ - دی  ۱۳۹۷)
- امیر ناظمی آشنی (دی ۱۳۹۷ - شهریور ۱۴۰۰)
- محسن نادری منش ( شهریور ۱۴۰۰ - آبان ۱۴۰۰ )
- محمد خوانساری ( آبان ۱۴۰۰ - آذر ۱۴۰۳ )
- محمد محسن صدر (آذر  ۱۴۰۳ - تا کنون)